# Automeris melanops
Automeris melanops är en fjärilsart som beskrevs av Walker 1865. Automeris melanops ingår i släktet Automeris och familjen påfågelsspinnare. Inga underarter finns listade i Catalogue of Life.